# Lecanora discoënsis
Lecanora discoënsis är en lavart som beskrevs av Bernt Arne Lynge. Lecanora discoënsis ingår i släktet Lecanora, och familjen Lecanoraceae. Arten är reproducerande i Sverige.